# 인센디어리
인센디어리(Incendiary)는 2008년 개봉한 영국의 드라마 영화이다.
아스날 FC 경기 중 에미레이트 스타디움에서 일어난 자살 폭탄 테러와 그 공격으로 남편과 어린 아들을 잃은 한 여성의 삶에 대한 여파에 관한 이야기이다. 크리스 클리브의 2005년 소설 '인센디어리'를 원작으로 한다.

## 줄거리
젊은 동 런던 여성은 폭탄 처리반 경찰관인 남편과 어린 아들과 함께 살고 있다. 그녀는 어느 날 기자와 불륜 관계를 맺고, 그 사이 남편과 아들은 축구 경기장에서 발생한 자살 폭탄 테러로 목숨을 잃는다. 테러로 인해 사랑하는 가족을 잃은 여인은 큰 슬픔에 잠기고, 그녀의 곁에는 기자와 대테러 부서 책임자인 남편의 상사가 머물며 그녀를 위로하려 한다. 두 남자 모두 여인에게 연정을 품는다.
기자는 폭탄 테러를 조사하던 중 테러범 중 한 명의 신원을 밝혀내고, 여인은 그의 10대 아들과 친구가 된다. 테러범의 아들은 자신의 아버지가 테러에 연루되었다는 사실을 알게 되자 혼란에 빠져 도망치고, 경찰은 그를 테러 용의자로 오해하여 총을 쏜다. 여인은 그를 보호하려다 부상을 입는다. 이후 테러범의 아내와 아들은 여인에게 아버지의 범죄에 대해 사과한다.
한편, 남편의 상사는 여인에게 테러 공격이 있을 것을 알고 있었지만, 테러 조직에 대한 수사를 계속하기 위해 일부러 막지 않았다고 고백한다. 그는 공격 장소나 규모를 정확히 몰랐으며, 남편과 아들이 그 경기에 간다는 사실을 알면서도 경고하지 않았다고 털어놓는다.
영화는 슬픔과 혼란 속에서 과거를 망각하기도 하는 여인의 모습을 보여준다. 그녀는 치료의 일환으로 오사마 빈 라덴에게 편지를 쓰며 고통을 극복하려 한다. 영화의 마지막 장면에서 여인은 기자와의 사이에서 새로운 아들을 낳고, 남편을 잃은 슬픔을 조금이나마 극복하고 새로운 삶을 시작하는 모습을 보여준다.

## 출연

### 주연
- 미셸 윌리엄스
- 이완 맥그리거

### 조연
- 매튜 맥퍼딘
- 니콜라스 글리베스
- 시드니 존스턴
- 앨리브 파슨스
- 스튜어트 라이트
- 알 애쉬톤
- 로빈 베리
- 니콜라스 코트니
- 빅토리아 엘콕
- 제레미 톰슨
- 개빈 브록커
- 크리스 맨스필드
- 리치 맥리드
- 테리 맥쉐인
- 마이클 톰슨
- 크리스 윌슨
- 시몬 존 윌슨

## 기타
- 원작자: 크리스 클리브
- 공동제작: 카미 나그디
- 라인프로듀서: 가이 태너힐
- 협력프로듀서: 레비 그레그
- 미술: 케이브 퀸
- 세트: 젬마 라이언
- 의상: 스테파니 콜리
- 배역: 프리실라 존
- 배역: 올라 맥스웰